# 조도초등학교 나배분교
조도초등학교 나배분교는 대한민국 전라남도 진도군 조도면 나배도리에 있었던 초등학교 분교이다.

## 연혁
- 일자미상 조도국민학교 나배분교 설립 인가
- 1975년 9월 26일 나배분교장 개교
- 1978년 6월 21일 도서벽지학교 '갑'급 지정
- 1986년 1월 1일 도서벽지학교 '가'급 조정
- 1996년 3월 1일 조도초등학교 나배분교 개편
- 1998년 3월 30일 폐교 및 조도초등학교 통폐합